# 카스트로 (칠레)
카스트로(스페인어: Castro)는 칠레 로스라고스주의 도시로 칠로에 현의 현도이다. 칠로에섬 동쪽 해안에 위치한다.